# Martin Gavilán
 Martin Gavilán – kubański zapaśnik w stylu wolnym. Triumfator Igrzysk Ameryki Środkowej i Karaibów w 1982 roku.